# Mel Counts
Mel Counts é um ex-jogador de basquete norte-americano que foi campeão da Temporada da NBA de 1965-66 jogando pelo Boston Celtics.